# Lourenço Westin
Lourenço Westin (em sueco: Lars Westin) (Estocolmo, 22 de fevereiro de 1787 – Poço Fundo, Minas Gerais, 1º de julho de 1846) foi um diplomata e comerciante de origem sueca radicado no Brasil. Terá sido o primeiro cônsul do reino da Suécia e Noruega no país. Descendentes diretos do cônsul ainda residem em Poços de Caldas MG e São João da Boa Vista SP, bem como em outras cidades de Minas Gerais e do estado de São Paulo.  

## Biografia
Sua vida profissional teve início na lida com negócios marítimos. Ingressou no corpo de representação diplomática da Suécia aos 17 anos de idade, sendo enviado a Portugal três anos depois. Ali conheceu o Padre Diogo Antônio Feijó, com quem estabeleceu laços. Chegou ao Brasil por volta do ano de 1809, onde pouco tempo depois fundou uma empresa de compra e venda de produtos estrangeiros, em sociedade com o cunhado Anders Bjurberg. Na inexistência de representação diplomática oficial da Suécia no país, Lourenço Westin veio a se tornar Cônsul Geral da Suécia e Noruega no Brasil em 1826.
A vida de Lourenço Westin foi retratada no livro “O mistério do cônsul”, publicado em 2005, de autoria do escritor Júlio Olivar, natural de Poço Fundo, em cujo território o cônsul viveu seus últimos dias. As ruínas do casarão da Fazenda do Jardim e do cemitério em que ele foi sepultado ainda existem - ficam no bairro rural Campos do Jardim - e são procuradas por turistas.